# 제프 이스트

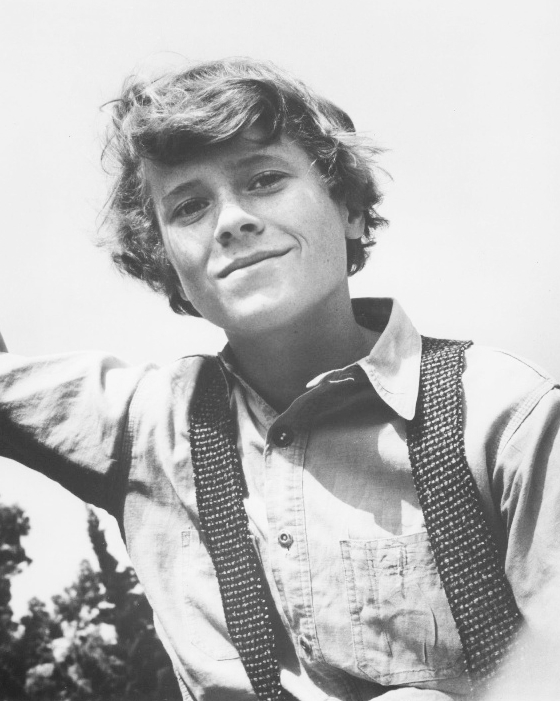

제프 이스트(Jeff East, 1957년 10월 27일 ~ )는 미국의 배우, 텔레비전 배우이다.
캔자스시티에서 태어났다.

## 영화
- 데드리 익스포셔 (1993년)
- 펌프킨헤드 (1988년)
- 그날 이후 (1983년)
- 악령의 리사 (1981년)
- 슈퍼맨 (1978년) - 어린 클락 켄트 역
- 허클베리 핀 (1974년)
- 톰 소여 (1973년)
- 디즈니랜드 (1954년)